# ビアフラ共和国

ビアフラ共和国
Republic of Biafra (英語)

国の標語: 平和、統一、自由国歌: Land of the Rising Sun（英語）
Land of the Rising Sun

ビアフラ共和国の位置

ビアフラ共和国（ビアフラきょうわこく、英: Biafra、英語発音: [biˈɑːfrə] ビアーフラ）は、1967年にナイジェリアの南東部に置かれていた東部州が独立宣言したことに伴い樹立された、イボ族を主体とした政権・国家。1967年5月30日から1970年1月15日まで存続した。人口1,350万人、面積は77,306km²（1967年）だった。

## ナイジェリアからの独立
1966年に、ナイジェリア軍部によるクーデター未遂が勃発、事態を収拾したナイジェリア軍のイロンシ少将は北部と東部と西部の3州で州ごとに首相を持っていた連邦制を廃止して中央集権化を図るため、地方を12州に分割しようとした。しかし、これがイボ族による支配を図っているとみられたためにイロンシは殺害され、北部や西部に移住していたイボへの虐殺が起こった。この際に権力を握ったゴウォン中佐はイボへの迫害を抑えることなく、連邦制は復活させたが州の細分化を進めようとした。
1967年5月30日、軍事政権に反発するイボ族を中心とした東部州の軍政官であったチュクエメカ・オジュク中佐が独立を宣言し、ビアフラ共和国を建国した。最終的にビアフラを承認した国家はタンザニア、ガボンなど4カ国にとどまり、他のアフリカ諸国はアフリカ統一機構憲章の「領土保全」を根拠にナイジェリアを支持した。

## ビアフラ戦争

ナイジェリア政府は直ちにビアフラを経済封鎖し、7月6日にビアフラ戦争へと突入した。ビアフラ軍は一時は西部に攻め入ることもあったが、のち防戦に転じ、首都もエヌグからアバ、ウムアヒアへと移転を強いられ、1969年にはオウェリに移された。1970年、臨時首都オウェリが陥落してビアフラ共和国は完全に滅亡し、ビアフラ戦争はここに終結した。
戦争末期に内陸部へ封じ込められたビアフラでは200万人といわれる餓死者を出し、「ビアフラの悲劇」と呼ばれて世界的に注目された。同共和国の滅亡後、国外に脱出した民族派などがビアフラ国亡命政府を樹立し、失われた祖国を再興させるべく現在も活動を続けている。

## ビアフラ共和国を承認した国家
- ガボン
- コートジボワール
- ザンビア
- タンザニア
- ハイチ

## 関連作品
- 『ビアフラ物語』 - フレデリック・フォーサイスのルポルタージュ。
- 『半分のぼった黄色い太陽（英語版）』 - エヌグに生まれたチママンダ・ンゴズィ・アディーチェ（1977年生まれ）の長編小説。
- 『ビアフラの悲劇』 - 丘けい子の漫画作品。
- 『オデコのこいつ』 - 三善晃の合唱曲。
- 『ビアフラ 飢餓で亡んだ国』 - 朝日新聞記者伊藤正孝のルポルタージュ（講談社文庫）。
- 『ゴルゴ13』 - 「飢餓共和国」（コミックス第5巻収録）でビアフラ独立派とナイジェリア政府軍の争いをモチーフにしている。